# Panthères Noires
Panthères Noires – rwandyjski klub piłkarski z siedzibą w mieście Kigali, działający w latach 1965–1990, grający niegdyś rwandyjskiej pierwszej lidze.

## Sukcesy
- I liga[1]:
  - mistrzostwo (5): 1980, 1984, 1985, 1986, 1987.

- Puchar Rwandy[2]:
  - zwycięstwo (4): 1981, 1983, 1984, 1987.

## Występy w afrykańskich pucharach
| Sezon | Rozgrywki                 | Runda   | Kraj    | Klub                      | Dom | Wyjazd | Dwumecz |
| ----- | ------------------------- | ------- | ------- | ------------------------- | --- | ------ | ------- |
| 1984  | Puchar Zdobywców Pucharów | wstępna | Burundi | AS Inter Star             | 0–0 | 1–1    | 1–1     |
| 1984  | Puchar Zdobywców Pucharów | 1       | Kenia   | Scarlets FC               | 0–0 | 0–2    | 0–2     |
| 1986  | Puchar Mistrzów           | wstępna | Somalia | Wagad FC                  | 3–0 | 2–1    | 5–1     |
| 1986  | Puchar Mistrzów           | 1       | Egipt   | Zamalek SC                | 1–1 | 1–5    | 2–6     |
| 1987  | Puchar Mistrzów           | wstępna | Somalia | Mogadishu Municipality FC | 2–0 | 0–1    | 2–1     |
| 1987  | Puchar Mistrzów           | 1       | Egipt   | Al-Ahly Kair              | 1–1 | 0–4    | 1–5     |
| 1987  | Puchar Mistrzów           | wstępna | Somalia | Wagad FC                  | 2–2 | 0–1    | 2–3     |

## Stadion
Domowe mecze klub rozgrywał na stadionie o nazwie Stade Regional de Kigali w Kigali, który mógł pomieścić 22 tys. widzów.